# 가요 1번지
가요 1번지는 경기방송의 라디오 방송 프로그램이다.
가요 전문 프로그램이며 평일 새벽 4시부터 새벽 5시까지 1시간 동안 진행자 없이 트로트로만 방송된다. 방송은 전 프로그램인 새벽다방과 다음 프로그램인 K-LIST와 같다.
| KFM 경기방송 평일 프로그램 |                     |                     |
| 이전                       | 가요 1번지          | 다음                |
| 배형진의 음악풍경 (재방송) | 가요 1번지          | 모닝팝              |
| 새벽 2시 ~ 새벽 4시        | 새벽 4시 ~ 새벽 5시 | 새벽 5시 ~ 오전 6시 |
|                            |                     |                     |